# Elbistan
Elbistan este un oraș din Turcia. (p. 90000)